# Ophiognomonia clavigignenti-juglandacearum
Espèce
Ophiognomonia clavigignenti-juglandacearum est une espèce de champignons ascomycètes de la famille des Gnomoniaceae, originaire d'Amérique du Nord.
Ce champignon phytopathogène provoque un chancre mortel chez le noyer cendré (Juglans cinerea). Cette maladie dénommée aux États-Unis « butternut canker » (chancre du noyer cendré), attaque également à l'occasion d'autres espèces de noyers du genre Juglans, et très rarement d'autres espèces d'arbres apparentés tels que les caryers,. 
Ce champignon est présent dans toute l'Amérique du Nord, et constitue une menace pour les noyers cendrés dont 91 % des individus sont parasités.

## Taxinomie

### Synonyme
selon Catalogue of Life (21 juillet 2014) :
- Sirococcus clavigignenti-juglandacearum V.M.G. Nair, Kostichka & J.E. Kuntz 1979

### Liste des espèces et non-classés
Selon NCBI (21 juillet 2014) :
- Ophiognomonia clavigignenti-juglandacearum
  - non-classé Ophiognomonia clavigignenti-juglandacearum ATCC 36624